# 具苞糖芥
具苞糖芥（学名：Erysimum bracteatum）是十字花科糖芥属的植物，为中国的特有植物。分布在中国大陆的四川、云南、西藏等地，生长于海拔3,400米至4,300米的地区，一般生于河滩，目前尚未由人工引种栽培。